# جوليا أي. مور
جوليا أي. مور (بالإنجليزية: Julia A. Moore)‏ (1847، بلدة بلينفيلد في الولايات المتحدة - 1920، مانتون في الولايات المتحدة)؛ كاتِبة وشاعرة أمريكية.

## روابط خارجية
- جوليا أي. مور على موقع الموسوعة البريطانية (الإنجليزية)
- جوليا أي. مور على موقع الموسوعة البريطانية (الإنجليزية)